# دیو چو بیرون رود (مجموعه تلویزیونی)
دیو چو بیرون رود یک مجموعه تلویزیونی محصول سال ۱۳۵۹ به کارگردانی مرضیه برومند، نویسندگی و تهیه‌کنندگی می‌باشد که از برنامه کودک و نوجوان شبکه دو پخش شد.

## بازیگران
- ایرج طهماسب
- حمید جبلی (عروسک گردان)
- عادل بزدوده